# رمز
الرمز (بالإنجليزية: Symbol)‏ يعني الرسم الذي يعبر عن شيء معين، وعموما فإن العلامة ينبغي أن تنقل رسالتها بنظرة واحدة دون الحاجة لأية كلمات. ومن المعروف أن قدماء المصريين والإغريق استخدموا العلامات ولكن أكثر من استخدم العلامات هم الرومان فقد اكتشفت أعداد كبيرة من العلامات بين أطلال مدن رومانية قديمة ومن العلامات التي عثر عليها ما يمثل الماعزَ للدلالة على حانوت لإنتاج اللبن، وزوج أحذية لمحل الأحذية. والحديث عن الرمز يجرنا للحديث عن «علم الرموز» أو "symbologie" وهو علم يتناول دراسة بعض العلامات المستخدمة ضمن ثقافة أو دين معين والرجوع إلى مصدرها الرئيس، بالإضافة إلى تأثيرها على الطقوس الدينية وطريقة تعامل الناس مع هذا الرمز سواء دينيا أو ثقافيا.
وقد وجد هذا العلم لأول مرة في منتصف السبعينات عن طريق أستاذ العلوم الإنسانية في جامعة كورنيل يدعى "victor turner" والذي درس طرق تعامل واستخدام شعب أو جماعة معينين لرمز في طقوسهم الدينية وتأثير هذا الرمز على سلوكهم العام في المجتمع الذي يحيط بهم، ويختلف علم الرموز عن «الرمزية»، في أن الرمزية هي مجموع الرموز أو الإشارات التي ترسل رسالة ما، سواء كانت مخفية أو مدسوسة أو ظاهرة، بينما تعبر «السمبولوجيا» عن سلوك الفرد، أو عن الطقوس التي يدل عليها الرمز، وتكون عادة مرتبطة بفكرة دينية أو منهجية يتبعها الأفراد ويؤمنون بها، وهناك العديد من الرموز التي انتقلت عبر التاريخ وأصبحت تعبر عن فكرة مختلفة تماما عن الفكرة التي وجدت من أجلها.